# Nick Launay
Pour les articles homonymes, voir Launay.
Nick Launay, né à Londres le 5 mars 1960, est un réalisateur artistique britannique.

## Biographie
Nicolas Launay est le fils de l'écrivain André Launay. Il commence à travailler dans un studio d'enregistrement à la fin des années 1970 en faisant des montages pour des compilations, puis en tant qu'assistant ingénieur du son aux studios Townhouse. Il coproduit l'album The Flowers of Romance avec Public Image Limited car personne d'autre ne voulait travailler avec le groupe et établit ainsi sa réputation dans le milieu du punk rock,. Il a ensuite notamment travaillé plusieurs fois avec Midnight Oil et Nick Cave. En 2013, il compose la musique du film Plush. En 2020, le groupe Fontaines D.C. se rend à Los Angeles afin d'enregistrer son deuxième album, sous la direction de Nick Launay. Cette session est abandonnée.

## Discographie
(en tant que producteur sauf mention contraire)
- 1981 : The Flowers of Romance de Public Image Limited
- 1981 : What's THIS for...! de Killing Joke
- 1982 : Junkyard de The Birthday Party
- 1982 : 10, 9, 8, 7, 6, 5, 4, 3, 2, 1 de Midnight Oil
- 1984 : Red Sails in the Sunset de Midnight Oil
- 1984 : The Swing d'INXS
- 1985 : Behind the Sun d'Eric Clapton (mixage audio)
- 1993 : Earth and Sun and Moon de Midnight Oil
- 1997 : Freak Show de Silverchair
- 1998 : Feeling Strangely Fine de Semisonic
- 1999 : Neon Ballroom de Silverchair
- 2003 : Nocturama de Nick Cave and the Bad Seeds
- 2004 : Abattoir Blues/The Lyre of Orpheus de Nick Cave and the Bad Seeds
- 2007 : Young Modern de Silverchair
- 2007 : Grinderman de Grinderman
- 2007 : Neon Bible d'Arcade Fire (mixage audio)
- 2008 : Diamond Hoo Ha de Supergrass
- 2008 : Dig, Lazarus, Dig!!! de Nick Cave and the Bad Seeds
- 2009 : It's Blitz! de Yeah Yeah Yeahs
- 2009 : Quicken the Heart de Maxïmo Park
- 2010 : The Suburbs d'Arcade Fire (mixage audio)
- 2013 : Push the Sky Away de Nick Cave and the Bad Seeds